# 澳洲光頜松球魚
澳洲光頜松球魚又稱澳洲松球魚，是輻鰭魚綱金眼鯛目松毬魚科中的其中一種，也是光頜松球魚屬中的唯一一種。它通體披著大栉鳞，形似松果球而得名。它擁有一雙像船舶航行燈的發光器官。它的种小名是拉丁文 gloria 和 maris組成，意思是「海洋之光」。

## 分布
澳洲松球魚的原生地是昆士蘭、新南威爾斯和西澳岸外。 

## 深度
澳洲松球魚通常在6公尺至200公尺深（20英尺至660英尺）的暗礁或港灣出沒。

## 特徵

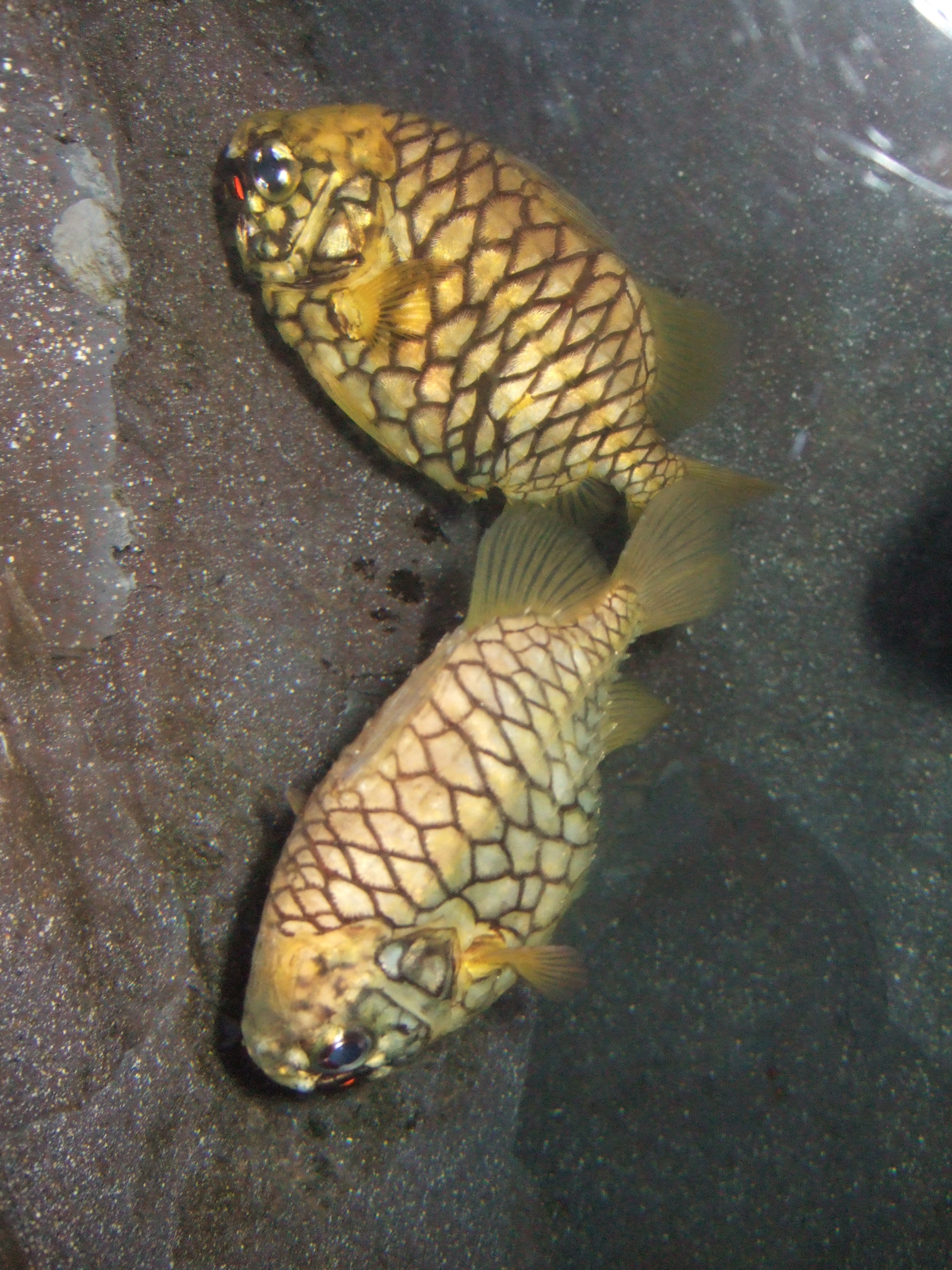
悉尼水族館的兩條澳洲松球魚

澳洲松球魚體長可達22公分（8.7英寸）。它身體圓潤，身上披著大又粗糙的魚鱗，鱗尾端有尖刺；頭大，蒙薄皮的粘液囊發達，粗骨嵴；吻鈍圓，微突；上頜前端較下頜稍長；兩頜與腭骨和犁骨有絨狀齒群；嘴角兩側下顎有鑲著會發光的費氏弧菌的發光器官，嘴巴閉著時發光器官則被遮蔽。 幼魚的發光器官發出的是綠色光，成長時會漸漸轉呈紅色光。第一背鰭有5至7條鰭棘，無軟鰭，無鰭薄膜，鰭棘交替著左右排列。第二背鰭有12條軟鰭。左右兩個腹鰭各有一個與頭長度相等的主鰭棘和3至4條副軟鰭；腹鰭鰭棘可固定立起與魚身呈現直角。臀鰭有11-12條軟鰭，胸鰭有14至15條軟鰭。
澳洲松球魚鱗片顏色屬黃至乳白、有黑緣，條紋使魚身似一顆松果球而得名。唇及兩頷據黑色條紋。下顎有紅色條紋至發光器官。此魚像極了松毬魚屬的松球魚，有些學者也把此魚劃為松毬魚屬。比起松毬魚屬的魚類，光頜松球魚屬的魚有更窄的眼窩骨，發光器官更靠近下顎前端。澳洲松球魚的吻也比松球魚的更鈍圓。

## 生態
由於魚鰭短小，鱗片骨板狀，此魚不擅游泳。白天時出沒於洞穴或岩石下方，是個夜行動物。在新南威爾斯州的Fly Point Halifax Park 水產保護區內，有一小群澳洲光頜松球魚被發現生活在同一岩石下長達7年，另一群則生活在另一個岩石下長達3年。到了晚上，此魚靠著發光器官的亮光，在海底沙床上覓食小蝦。澳洲光頜松球魚所發的光也許也可用於與同類溝通。澳洲光頜松球魚的發光器官內鑲著與光頜松球魚共生而會發光的費氏弧菌。費氏弧菌也不時會從發光器官排出魚體外在海水中自由存活，但在脫離魚身後數小時，將漸漸不再發光。此物種在人工飼養環境中壽命可長達10年。